# Academia Argentina de Letras
A Academia Argentina de Letras é a academia de letras encarregada do estudo e da prescrição do uso da língua espanhola na Argentina. Desde o seu estabelecimento, em 13 de agosto de 1931, mantém laços com a Real Academia Española, com as demais academias hispano-americanas, com a Academia Norte-americana e a Filipina de Língua Espanhola, além de ser integrante da Associação de Academias da Língua Espanhola, com sede em Madrid.
Atualmente, é formada por 24 acadêmicos regulares, eleitos de acordo com a importância de suas produções relacionadas ao idioma ou à literatura, que juntos constituem o órgão dirigente e elegem acadêmicos honorários e correspondentes.

## Finalidade
O objetivo da Academia não se limita ao registro das peculiaridades da língua espanhola, tal como se fala na variante rioplatense. Propõe-se também executar ações normativas a respeito do uso do idioma espanhol e estimular e contribuir aos estudos literários, considerados um elemento crucial da cultura nacional.

## Prêmios
A Academia regulamente também os prêmios literários nacionais. Desde 1984, outorga um prêmio homônimo aos egressos universitários da carreira de letras que alcancem a média em todas as universidades nacionais, assim como o prêmio Academia Argentina a autores destacados de narrativas, poesias e ensaios.

## História

### Antecedentes
Os antecedentes mais antigos da lexicografia na zona do rio da Prata se remontam a pequeno glossário rigoroso Léxico rioplatense compilado em 1845 por Francisco Javier Muñiz (1845) e outro de 1860 elaborado por Juan María Gutiérrez para o francês Martín de Moussy.
Em 9 de julho de 1873, um grupo de intelectuais argentinos, especialmente portenhos, fundaram em Buenos Aires a Academia Argentina de Ciencias y Letras. Presidida pelo poeta Martín Coronado, a Academia não possuía como tarefa exclusiva o estuda da língua; se dedicava a diversos ramos do conhecimento, do Direito à Ciência, às artes plásticas, à literatura e à história, envolvidas no contexto da cultura argentina. Tentou-se a compilação de um Diccionario del Lenguaje Argentino (Dicionário da Língua Argentina), tarefa para a qual foram recolhidos vários milhares de vocábulos e locuções. Contudo, devido à dissolução da Academia em 1879, o projeto terminou incompleto. 
Neste trabalho, que incluiu estudos realizados por especialistas sobre jargões e investigações sobre os regionalismos linguísticos do interior do país, conserva apenas uma dúzia de palavras publicadas no corpo efêmero da Academia, El Plata Literario. O mesmo periódico anunciou, em 1876, a Colección de voces americanas (Coleção de vozes americanas), obra de Carlos Manuel de Trelles, com umas 300 vozes que haviam incorporado ao projeto. No entanto, a iniciativa daria frutos, a menos enquanto se estabelecesse a necessidade de uma entidade local dedicada ao estudo o idioma local. Quando, na década de 1880, ao abrigo do programa de criação de Academias correspondentes à Real Academia Espanhola da Língua, convites foram enviados a intelectuais argentinos de destaque para fundar a da Argentina. Entre os convidados, estavam Ángel Justiniano Carranza, Luis Domínguez, Vicente Fidel López, Bartolomé Mitre, Pastor Obligado, Carlos María Ocantos, Ernesto Quesada, Vicente Quesada e Carlos Guido Spano. Outros como Juan Bautista Alberdi, Juan María Gutiérrez e Juan Antonio Argerich duvidaram das intenções do projeto espanhol, suspeitando duma tentativa de restauração cultural da península. Argerich argumentou que constituiria "una sucursal, vasalla del imperialismo español", e contrapôs a criação de "una Academia argentina de la lengua castellana" que gerasse seu próprio dicionário. Ao contrário, Obligado discursou publicamente a favor do estabelecimento duma academia correspondente.
Em 1903, Estanislao Zeballos, num estudo preliminar que escreveu para as Notas al castellano en la Argentina (Notas ao castelhano na Argentina) de Ricardo Monner Sans, propôs sem êxito aos então correspondentes da RAE - Bartolomé Mitre, Vicente Fidel López, Vicente G. Quesada, Carlos Guido Spano, Rafael Obligado, Calixto Oyuela, Ernesto Quesada e o próprio Zeballos - fundarem uma seção argentina da RAE. Foi preciso esperar sete anos para chegar à Argentina parte da comitiva que acompanhou a infanta Isabel María Francisca de Borbón nas festividades do centenário da Nação Argentina, e, durante a gestão do marquês de Gerona, Eugenio Sellés, o grupo fundou a primeira Academia Argentina da Língua. Dos dezoito acadêmicos com que contava, Vicente Quesada e Calixto Oyuela foram eleitos respectivamente presidente e secretário com caráter vitalício.
O plano de atividades que Obligado criou para esta constava não só a tarefa de corrigir e ampliar o léxico local contido no dicionário da Academia espanhola, mas também contribuir ao lado das outras academias latino-americanas na coordenação de uma registro das locuções locais para a construção de uma vocabulário hispano-americano à parte. A partir dele, dúvidas podiam ser evitadas e solucionadas sob o cuidado nacionalista e purista dos peninsulares, que há haviam provocado atritos com as outras academias também responsáveis. O diccionario de americanismos (Dicionário de americanismos) estaria aberto a seu emprego pela RAE, mas constituía, a princípio, um empreendimento separado.
Ao programa, ampliado a instâncias de Zeballos, foram somados os novos membros da Academia, Samuel Lafone Quevedo, Osvaldo Magnasco, José Matienzo, José María Ramos Mejía e Enrique Rivarola. Contudo, a falta de apoio político e os receios mútuos com a RAE levariam à rápida dissolução do organismo, que não chegou a publicar suas investigações.

### Fundação
Em 13 de agosto de 1931, o presidente de facto José Félix Uriburu decretou a criação da Academia Argentina de Letras. A troca de nomes respondia a uma ênfase adicional na difusão e promoção da literatura maior que o interesse no idioma. A partir disso, era buscado a definição e o fortalecimento da "fisionomia espiritual do país", empregando os recursos da narração, da lírica e, sobretudo, o teatro para gesticular um modelo cultural. Oyuela ficou encarregado da presidência do órgão, também composto por Enrique Banchs, Joaquín Castellanos, Atilio Chiappori, Juan Carlos Dávalos, Leopoldo Díaz, Juan Pablo Echagüe, Alfredo Ferrerira, Gustavo Franceschi, Manuel Gálvez, Leopoldo Herrera, Carlos Ibarguren, Arturo Marasso, Gustavo Martínez Zuviría, Clemente Ricci e Juan Bautista Terán. A Academia gozou do "cargo de associada" à RAE. O apoio do qual precisava sua predecessora não foi diminuído; uma sala da velha Biblioteca Nacional da rua México foi destinada à reunião semanal do grupo, enquanto o projeto do então senador Matías Sánchez Sorondo de adquirir o Palácio Errázuriz para trasladar ali a Academia, junto com a Academia Nacional de Bellas Artes, o Museu Nacional de Arte Decorativa e a Comissão Nacional de Cultura era cursado. Em janeiro de 1937, foi aprovada a aquisição do imóvel, ainda que a mudança só foi feita em 1944. 
As trocas institucionais desde a sua criação por Uriburu foram raras; desde 1935, cada cadeira dos 24 ostenta o nome de um escritor clássico argentino. Desde 1940, o emblema da Academia é uma coluna jônica (segundo o desenho do artista plástico Alfredo Guido), remete-se com o lema recta sustenta. Porém, em 1950 e 1955, esteve sujeito às decisões do governo nacional, que interveio nas Academias, questionando seu enviesado elitista. O golpe militar de 1955 — a Revolução Libertadora — restaurou seus foros.
Em 1999, a Academia passou finalmente a ostentar o cargo de correspondente da RAE. Em 2001, festejou seu septuagésimo aniversário organizando uma exposição na Biblioteca Nacional da Argentina, que exibiu documentos e iconografia de sua história, assim como para do arquivo documental.

## Biblioteca
A biblioteca da Academia foi inaugurada em 1932, contendo materiais técnicos graças ao legado de Juan José García Velloso. Em 1936, foram acrescentados três mil títulos literários de teatro latino-americanos. A biblioteca de Alberto Cosito Muñoz, adquirida em 1937, e números da Revue Hispanique e das publicações da Sociedade de Bibliófilos Espanhóis complementaram a partida inicial. As aquisições não puderam estar disponíveis adequadamente até a mudança para o Palácio Errázuriz em 1944; com as novas instalações foi feito o possível para abrigar as doações, entre elas, destacam-se a coleção de egiptologia de Abraham Rosenvasser e a grande coleção de primeiras edições do século XIX de Miguel Lermon.
A Biblioteca conta, hoje, com quase cem mil volumes e uma importante hemeroteca, que constituem um destacado centro de pesquisas. Desde 1991, os dados estão armazenados num registro informatizado chamado de BIAAL. Foram digitalizados, para a Biblioteca Virtual Miguel de Cervantes, a coleção de literatura gaúcha, de viagem sobre a região e os documentos históricos coletados por Pedro de Ángelis.